# سارة مهنا العبدلي
سارة مهنا العبدلي (مواليد سنة 1989، جدة) مصممة وفنانة سعودية. درست التصميم الجرافيكي في جامعة دار الحكمة.
تعتبر واحدة من أوائل العاملين في فن الرسم على الحائط «جرافيتي» وفن الشارع بالسعودية.

## حياتها
لعائلتها جذور من منطقة الحجاز. ولدت في جدة ودرست التصميم الجرافيكي في جامعة دار الحكمة، ثم واصلت دراستها العليا في كلية الأمير للفنون التقليدية في لندن.
عرضت سارة العبدلي أعمالها في معرض «الآن» في الرياض والمتحف البريطاني عام 2012، كما قامت بعرض أعمالها في معرض "(Edge of Arabia Jeddah, We Need To Talk)" في جدة والذي نظمته مؤسسة «حافة الجزيرة العربية»، وهي مجموعة مستقلة تهدف إلى تنمية حس التقدير للفن العربي المعاصر والثقافة.
كما شاركت في توقيع انطلاق معرض «القوة الناعمة» في الرياض على شرف الأميرة لطيفة بنت عبد العزيز وبمشاركة الفنانتين سارة أبو عبد الله ومنال الضويان.

## فنّها
تستند أعمال العبدلي على فن الاستنسل، والتصميم الجرافيكي، بالإضافة إلى استعانتها بالثقافة السعودية والعربية الشعبية لتمثيل الفن والمجتمع المعاصر بأسلوب مميز. وتطوع الفنانة السعودية موهبتها لتحليل مواقف النساء، والنظام الأبوي، والثقافة، والدين في المنطقة.
ومن بين رسوماتها «علامات شارع مكة»، التي تمثل علامة تشير إلى أفق مكة التي بالكاد أن تراها من مبانٍ شاهقة أحاطت بها، وقالت العبدلي: «توجست في بادئ الأمر من ردة الفعل، ففن الشوارع هو الوسيط المثالي لتجربة ذلك».
ونقشت العبدلي رسومات «شارة مكة» في العديد من المناطق التاريخية بمدينة «جدة» ليتسنى لأكبر قدرٍ من الناس مشاهدتها، وقالت: «لم أرغب في أن تكون قطعة فنية جميلة، بل أن أثير بها نقاشاً».

## لوحاتها
من أهم لوحاتها لوحة «عروسة المولد» 2012 والتي تظهر فيها آنسة بالزي الحجازي وخلفها بيت من بيوت الحجاز على ورقة من جريدة صوت الحجاز.
ومن لوحاتها أيضا لوحة «درويش» وهي مرافقة للوحة «عروسة المولد».